# Philodromus populicola
Philodromus populicola är en spindelart som beskrevs av Denis 1958. Philodromus populicola ingår i släktet Philodromus och familjen snabblöparspindlar.
Artens utbredningsområde är Afghanistan. Inga underarter finns listade i Catalogue of Life.